# Wilhelm Mommsen
Pour les articles homonymes, voir Mommsen.
Wilhelm Mommsen (né le 25 janvier 1892 à Berlin, décédé le 1er mai 1966 à Marbourg) est un historien allemand, tout comme son grand-père Theodor et ses fils Wolfgang et Hans Mommsen.

## Éducation
Mommsen, est le fils de Karl Mommsen (de), qui est à la fois directeur de banque, conseiller municipal à Berlin et député au Reichstag. Il est de confession luthérienne. Il fréquente un Gymnasium humanistique à Berlin et y passe son Abitur. Il entre en 1912 à l'université de Fribourg pour y étudier l'histoire. Le 7 septembre 1914, il s'engage en tant que volontaire dans l'armée pour participer à la Première Guerre mondiale. Il y prend part jusqu'au 21 décembre 1916, entretemps, il reçoit la croix de fer de IIe puis 1re classe.
Il reprend ses études en histoire à l'université Humboldt de Berlin en 1919. Sous la houlette de Friedrich Meinecke, il présente sa thèse sur Richelieu, Alsace et Lorraine en 1920 et 1921 (publication en 1922). Il passe ensuite un an à la Reichszentrale für Heimatdienst de Berlin, puis devient en octobre 1922 assistant lors d'un séminaire historique à l'université de Göttingen. Il y passe ensuite en 1923 son habilitation sous la direction de Arnold Oskar Meyer sur le thème de La Chute de Bismarck et les partis (Bismarcks Sturz und die Parteien). Il reste dans cette université jusqu'en mars 1927 et y donne des cours sur l'histoire française. Il devient officiellement professeur en 1928.

## Professeur
En 1929, Mommsen est nommé Ordinarius ad personam en histoire médiévale et en histoire moderne, ainsi que directeur du séminaire historique à l'université de Marbourg. Il compte parmi ses élèves Christoph Steding (de), qui devient docteur avec une thèse sur Max Weber. Jusqu'en 1936, Mommsen édite le magazine Vergangenheit und Gegenwart (passé et présent), et publie souvent dans les colonnes de l'Historische Zeitschrift (le magazine historique). Lors du semestre d'été 1942, Mommsen commence à enseigner à l'université de Giessen.
Dans le cadre de la dénazification, Mommsen est suspendu de ses fonctions de professeur par le gouvernement militaire le 11 décembre 1945. Ces réformes sont menés par le recteur Julius Ebbinghaus (de), mis en place par les Américains. Cet ancien membre du DNVP est très zélé à la tâche. Hans Mommsen a alors mis en garde son père, afin de le protéger de ce climat de chasse aux sorcières.
En 1949 et 1950, il réalise des recherches pour le compte du ministère de la culture de Hesse. Il prend sa retraite début 1955.
Mommsen est un spécialiste des mouvements politiques et sociaux du XIXe siècle. Ses ouvrages Deutsche Parteiprogramme, édités en 1931, 1951 et 1960 sont des œuvres de références.

## Orientation politique
Pendant la période de la république de Weimar, Mommsen, originaire d'une famille aux tendances libérales, est membre du parti démocrate allemand. Parmi ses professeurs on compte le libéral Friedrich Meinecke et le nationaliste Arnold O. Meyer. Pourtant en 1933, tout comme 900 de ses collègues, il signe le Bekenntnis der deutschen Professoren zu Adolf Hitler. Il entre au NSDAP en 1940.
Pendant la période nazie, Mommsen s'adapte bien à la nouvelle force au pouvoir. En 1938, dans son essai Zur Beurteilung des Absolutismus (afin de juger l'absolutisme), il emploie ainsi le terme de Volkstum (peuple) à connotation nationaliste. Il écrit que l'État « n'est pour nous que l'incarnation, mais en même temps l'essence même, dans laquelle la valeur la plus haute, à savoir le Peuple, peut exprimer une influence politique. »
Il ajoute à propos de l'État que :
« Au XIXe siècle, on considérait l'État absolutiste comme le règne du jugement arbitraire d'un seul, ce faisant on méconnaissait sa vraie portée. Aujourd'hui, on voit en lui une force en action, promis à un avenir resplendissant,. »
Cependant Mommsen ne sacrifie pas totalement ses convictions historiques à la propagande nazie. Il écrit ainsi : 
« Mais il ne faut pas sous-estimer la violence dont a historiquement fait preuve l'État absolutiste, et en aucun cas, comme cela a souvent été le cas, surestimer sa parenté avec le régime actuel. L'absolutisme trouve sa source dans l'État et non dans le peuple, »
Il pense cependant que cet état de fait est à mettre au compte du mouvement völkisch :
« Nos devoirs face au peuple allemand dans son ensemble, doit nous interdire de laisser une quelconque source d'influence, qu'elle soit d'ordre étatique, religieuse, social ou familiale, prendre le dessus sur notre propre capacité de jugement,. »
Il sait adapter les idéaux national-socialistes pour s'adapter aux circonstances, et n'hésite pas à faire l'éloge de Friedrich Naumann, pourtant libéral, en utilisant des valeurs considérées comme très prestigieuses par le régime :
« Naumann défendait les idées noir-or-rouge et déjà voulait réunir l'Allemagne et l'Autriche dans un même Reich. Lui-même doutait du fait que la constitution de la république de Weimar dure plus de 5 ans. Il luttait surtout, que ce soit à Berlin ou à Weimar, de manière à la fois courageuse et acharnée contre le traité de Versailles. »
Là où les autres historiens nazis voyaient dans l'histoire allemande des prémices du national-socialisme partout, Mommsen développe une autre théorie :
« Nous voyons, nous vivons actuellement le caractère guerrier allemand qui s'est transmis de la Prusse à cette Allemagne de Frédéric dans son intégralité et dont parlait Adolf Hitler au début de la guerre. La croyance dans la grande Allemagne et le déroulement de l'histoire allemande me semble compatible, la solution petite-allemande des Prussiens et l'empire de Bismarck peuvent être vus comme des étapes intermédiaires vers le grand Reich actuel. Cela sans que ni Bismarck, ni Frédéric n'ait en ligne de mire un grand Reich,. »
Dans la zone d'occupation soviétique, les livres de Mommsen : Volk und Staat in der deutschen Geschichte, Politische Geschichte von Bismarck bis zur Gegenwart, 1850–1933, Politik und Kriegführung et Deutschland und Europa 1850–1933 sont mis sur la liste des ouvrages proscrits (de),.
Après 1945, il prend légèrement ses distances avec l'État nazi:
« Les politiques qui ont envahi la Bohème et finalement conduit à la Seconde Guerre mondiale étaient fondamentalement liés à l'idée d'appartenir à l'Europe centrale. La mise en place de protectorat en Bohème et en Moravie montre bien cette volonté de fonder un empire qui donnerait aux peuples étrangers des lois. Ce n'est qu'à partir de la création de ces protectorats que la volonté Reich présent en chacun de nous pouvait être utilisée,. »

## Œuvre
- (de) Richelieu, Elsaß- und Lothringen. Ein Beitrag zur elsaß-lothringischen Frage, Berlin, Verlag für Politik und Wirtschaft, 1922 (thèse)
- (de) Die politischen Anschauungen Goethes, Stuttgart, Dt. Verl.-Anst., 1948
- (de) Die deutsche Einheitsbewegung. Eine Auswahl zeitgenössischer Äußerungen., Berlin, Dt. Buch-Gemeinschaft, 1950
- (de) Geschichte des Abendlandes von der Französischen Revolution bis zur Gegenwart 1789-1945., Munich, Bruckmann, 1960
- (de) Größe und Versagen des deutschen Bürgertums. Ein Beitrag zur politischen Bewegung des 19. Jahrhunderts, insbesondere zur Revolution 1848/1849., Munich, Oldenbourg, 1964
- (de) Otto von Bismarck. Mit Selbstzeugnissen und Bilddokumenten., Reinbek bei Hamburg, Rowohlt, 1994, 187 p. (ISBN 3-499-50122-8)
- (de) Volk und Staat in der deutschen Geschichte, Francfort-sur-le-Main, Diesterweg, 1933
- (de) Politische Geschichte von Bismarck bis zur Gegenwart, 1850–1933, Francfort-sur-le-Main, Diesterweg, 1935
- (de) Politik und Kriegführung, Marbourg, Elwert, 1940
- (de) Deutschland und Europa 1850–1933, Francfort-sur-le-Main, Diesterweg, 1944

En tant que superviseur :
- (de) Geschichte der politischen Parteien in Deutschland., Munich, Olzog, 1965
- (de) Deutsche Parteiprogramme., Munich, Olzog, 1977